# 南翔寺山门遗址及古井
31°17′35″N 121°18′12″E / 31.29305°N 121.30335°E
南翔寺山门遗址及古井，位于中华人民共和国上海市嘉定区南翔镇解放街南翔砖塔前、香花桥南堍，是当地保存完整的一个山门遗址及古井。它也是上海市文物保护单位。2014年，入选上海市文物保护单位。

## 特点
中华人民共和国成立后，1960年1月，南翔砖塔定为嘉定县文物保护单位。1962年9月，公布为上海市文物保护单位。1980年8月，上海市文物保管委员会将其重新列为上海市文物保护单位。1983年，开始南翔砖塔修复工程，并于1987年完工。2008年，在南翔老街市政设施改造工程中，发现双塔南侧有山门遗址及古井，经上海市文物管理委员会考古发掘，古井为两口，内圆外八角形，有宋朝篆刻。山门位于水井北侧，有两根对称的青石柱和残墙。2010年12月6日，公布为嘉定区文物保护单位。2014年4月4日，上海市人民政府将其山门遗址及古井合并认定为上海市文物保护单位。